# Staatliche Wirtschaftsuniversität Taschkent
Die Staatliche Wirtschaftsuniversität Taschkent (TSEU) ist eine der größten Hochschulen im Bereich der Wirtschaftswissenschaften in Usbekistan und in Zentralasien. Sie ging aus dem ehemaligen Wirtschaftsinstitut Taschkent hervor.

## Beschreibung
Die Universität umfasst:
- 5 Fakultäten
- Masterstudiengang
- 28 akademische Abteilungen
- Abteilung für Zweitstudium

Die Staatliche Wirtschaftsuniversität Taschkent ist mit rund 10.000 Studenten eine der größten Wirtschaftsuniversitäten Zentralasiens. Die TSEU war die erste internationale Wirtschaftsuniversität nach amerikanischem Vorbild in Usbekistan und hat sich durch den Aufbau von Beziehungen zu Universitäten in den USA, Großbritannien und Deutschland einen Namen gemacht. Sie führt die größte Universitätsbibliothek in Zentralasien. Die Universität umfasst das Institut für Wirtschaft, die berufliche Entwicklung und Umschulung des Personals, die Fachabteilung für Wirtschaft, das Republikanische Wirtschaftslyzeum, das Wirtschaftsgymnasium sowie verschiedene wissenschaftliche Forschungsinstitute und Beratungs- und Ausbildungszentren an der Universität. Die TSUE dient als Hauptuniversität für Wirtschaftsausbildung in der Republik Usbekistan.
An der Universität sind über 600 Hochschullehrer beschäftigt, darunter drei Akademiker der Akademie der Wissenschaften von der Republik Usbekistan, ein Akademiker der Akademie der Geisteswissenschaften von der Russischen Föderation, ein Akademiker der Akademie der Naturwissenschaften von der Republik Kasachstan, zwei Akademiker und drei Mitglieder der International Academy of Work and Employment, über 50 Doktoranden der Naturwissenschaften, ungefähr 300 Doktoranden der Philosophie.

## Geschichte der Universität

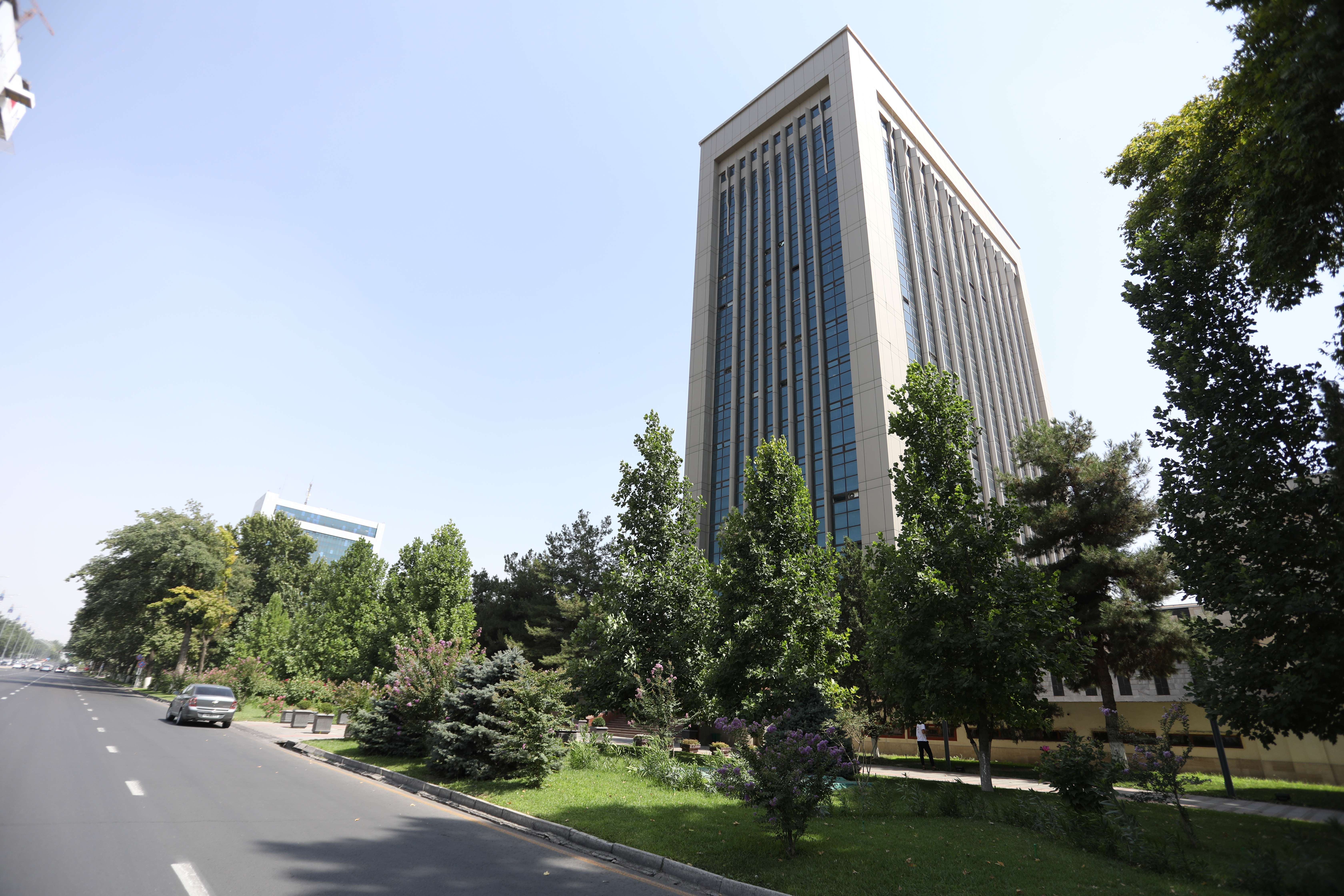
Staatliche Wirtschaftsuniversität Taschkent

Zu Beginn des 20. Jahrhunderts gab es nur drei kommerzielle Institutionen, die Spezialisten auf dem Gebiet des Handels in Taschkent, Kokand und Samarkand hervorbringen sollten. Darüber hinaus entstand die Notwendigkeit einer systematischen Lösung des Problems des Mangels an Wirtschaftsabsolventen.
1918 wurden erstmals Kurzzeitkurse zur Berufsvorbereitung auf dem Gebiet des Handels unter der Volksuniversität von Turkestan organisiert. 1924 gründete man an der Universität Turkestan auf der Grundlage von Kurzzeitkursen zur Berufsvorbereitung im Handelsbereich die sozialökonomische Fakultät. 1925 wurde sie in eine Fakultät für Sozialwissenschaften umgewandelt, die zur Grundlage für die Gründung der Fakultät für lokale Wirtschaft und Recht wurde. 1931 wurde ein systematisches Institut in Taschkent gegründet, das anschließend mit dem zentralasiatischen Institut für staatlichen Handel und Zusammenarbeit verbunden und in usbekisches Institut für Volkswirtschaft umbenannt wurde. Im gleichen Jahr gründete man das Zentralasiatische Finanz- und Wirtschaftsinstitut am 13. August, welches am 31. August in Tashkent Financial and Economic Institute umbenannt wurde. Dieses Datum wird jedes Jahr als Gründungstag der Staatlichen Wirtschaftsuniversität Taschkent gefeiert. Die Eingliederung des Leningrader Finanz- und Wirtschaftsinstituts in das Finanz- und Wirtschaftsinstitut Taschkent fand 1946 statt, welches während des Zweiten Weltkriegs in die Stadt Alma-Ata evakuiert wurde. Zudem wurden die Fakultät für Kredit- und Wirtschaftswissenschaften und die Fakultät für Rechnungswesen und Wirtschaftswissenschaften eingerichtet. 1947 wurde die Fakultät für Wirtschaftsplanung ins Leben gerufen, die mit der Ausbildung von Spezialisten für Industrie- und Landwirtschaftssektoren der zentralasiatischen Republiken und Kasachstans begann. Seit 1948 existiert die Abendfakultät, um berufsbegleitende Ökonomen auszubilden. Die Gründung einer außeruniversitären Fakultät, die später in die Fachrichtungen Allgemeine Wirtschaft und Rechnungswesen und Finanzen unterteilt wurde, fand 1955 statt. 1962 wurde das Finanz- und Wirtschaftsinstituts Taschkent in Institut für Volkswirtschaft Taschkent umbenannt. Im Jahr 1967 wurde mit der Organisation von Schulungen begonnen und seit 1970 gab es eine Schulungsabteilung. Die Gründung der Fakultät für Wirtschaftskybernetik war 1968. Der Lehrplan wurde durch die Erhöhung des Anteils mathematischer Disziplinen erweitert. 1970 wurde die Fakultät für Handel und Wirtschaft gegründet. Das Lehr- und Studienangebot der kaufmännischen Fachrichtungen wurde erweitert und um angewandte betriebswirtschaftliche Disziplinen ergänzt. Das Spektrum der von der Hochschule freigesetzten Fachkräfte in betriebs- und wirtschaftswissenschaftlichen Bereichen stieg deutlich an. 1973 startete die Universitätsfiliale unter dem Textilkombinat Taschkent auf der Grundlage einer außeruniversitären Fakultät und es erfolgte die Gründung der Fakultät für Arbeit und Versorgung, die von der Fakultät für Handel und Wirtschaft getrennt wurde. 1981 gründete sich die Fakultät für Arbeit und Versorgung, die von der Fakultät für Handel und Wirtschaft getrennt wurde. 1991 wurde das Institut für Volkswirtschaft Taschkent in die Staatliche Wirtschaftsuniversität Taschkent durch den Beschluss des Präsidenten der Republik Usbekistan vom 6. Juni 1991 umgewandelt.
Anlässlich der Entwicklung des unabhängigen Usbekistans erlebte die Universität Gründung neuer Fakultäten und Abteilungen. 1990 kam die Fakultät für Internationale Beziehungen dazu, 1992 das Institut für Wirtschaftswissenschaften, Betriebswirtschaft und berufliche Entwicklung und Umschulung von Personal und 1995 die Fakultät für International Business. Seit 1996 gibt es eine Masterstudienabteilung und seit 1999 die Fakultät des Internationalen Tourismus. 2018 startete man das gemeinsame Bildungsprogramm zwischen der TSUE und der USUE und 2019 zwischen der TSUE und IMC Krems. Seit 2021 existiert das Doppelabschluss-Bildungsprogramm zwischen TSUE und der Universität London sowie der Londoner Wirtschaftsuniversität and Politikwissenschaft.

## Ehemalige Rektoren
| Khalikov I.U.          | 1931–1934      |
| Seyduzov SS            | 1934–1938      |
| Сирихов К. А           | 1938–1940      |
| Popov M.G.             | 1940–1943      |
| Wlassenko              | 1943–1945      |
| Karakozov E.A.         | 1945–1947      |
| Tursunov M.T.          | 1947–1952      |
| Koriev M.M.            | 1952–1974      |
| Iskandarow I. I        | 1974–1976      |
| Sharifkhojayev M. Sch. | 1976–1986      |
| Zoidov M. A.           | 1986–1988      |
| Guljamow S. S.         | 1988–1998      |
| Alimow R.Kh.           | 1998–2004      |
| Guljamow S. S.         | 2004–2006      |
| Khodiyev B.Y.          | 2006–2010      |
| Jumajew N. Kh.         | 2010–2012      |
| Vohobov A.             | 2012–2014      |
| Usmanov B. B.          | 2014–2015      |
| Boltaboev M.           | 2015–2016      |
| Khodiyev B.Y.          | 2016–2019      |
| Sharipov K.            | 2019 bis heute |